# فرودگاه داکسفورد
فرودگاه داکسفورد (به انگلیسی: Duxford Aerodrome) (به زبان بومی: Royal Air Force Station Duxford) یک فرودگاه خصوصی با کد یاتا QFO است که یک باند فرود بله دارد و طول باند آن سنگفرش متر است. این فرودگاه در کشور انگلستان قرار دارد و در ارتفاع ۳۸ متری از سطح دریا واقع شده است.